# Acido boronico

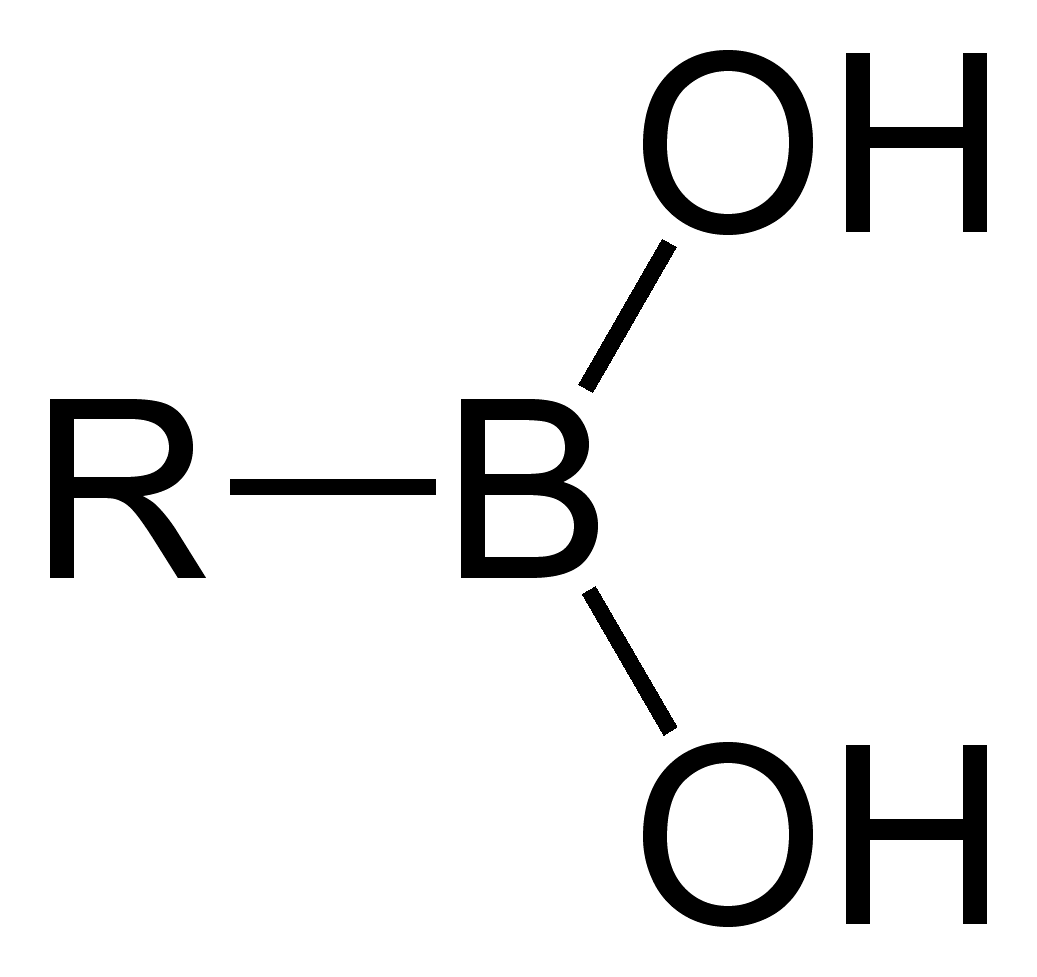
Struttura generale di un acido boronico, dove R è un sostituente alchilico o arilico

Un acido boronico è un derivato dell'acido borico in cui un ossidrile è sostituito con un alchile o un arile, che contiene quindi un legame carbonio-boro e appartenente perciò alla classe più ampia degli organoborani. Gli acidi boronici agiscono come acidi di Lewis. La loro caratteristica unica è che sono in grado di formare complessi covalenti reversibili con zuccheri, amminoacidi, acidi idrossammici, etc. Il pKa di un acido boronico è ~ 9, ma possono formare complessi tetraedrici boronato con pKa ~ 7.